# João Antônio dos Santos
João Antônio dos Santos (* 12. November 1818 in São Gonçalo do Rio Preto, Minas Gerais; † 17. Mai 1905) war ein brasilianischer römisch-katholischer Geistlicher und Bischof von Diamantina.

## Leben
João Antônio dos Santos wurde am 21. Dezember 1844 zum Diakon geweiht. Er empfing am 12. Januar 1845 das Sakrament der Priesterweihe.
Am 28. September 1863 ernannte ihn Papst Pius IX. zum ersten Bischof von Diamantina. Der Bischof von Mariana, Antônio Ferreira Viçoso CM, spendete ihm am 1. Mai 1864 die Bischofsweihe.
João Antônio dos Santos nahm am Ersten Vatikanischen Konzil teil.